# Roberto Silvera
Roberto Carlos Silvera (n.30 de enero de 1971) es un árbitro de fútbol uruguayo, es referee FIFA desde el año 2003.
Arbitró 3 finales de Copa Sudamericana, la final de la Copa Sudamericana 2006 entre Pachuca y Colo-Colo, Copa Sudamericana 2009 entre Liga de Quito y Fluminense, la primera final de la Recopa Sudamericana 2010 entre Liga de Quito y Estudiantes, Copa Sudamericana 2013 entre Ponte Preta y Lanús y la final de vuelta de la Recopa Sudamericana 2014 entre Atlético Mineiro y Lanús. Participó en sub-16 Paraguay 2004, sub-17 Venezuela 2005, sub-20 Paraguay 2007 y la Copa América 2011, en Argentina.
- Datos: Q919214